# 小林徹也
小林 徹也（こばやし てつや）は、日本の俳優。

## 出演

### テレビドラマ
- Gメン'75　第265話「死化粧の女」（1980年6月28日、TBS）[1]
- ミラクルガール　第12話「女は銃と色気で勝負する」（1980年6月9日、東京12チャンネル）
- 連続テレビ小説　おしん　第83話・第84話（1983年7月8日・7月9日、NHK） - 谷村正助 役[2]
- 太陽にほえろ!　第583話「三人の未亡人」（1983年12月30日、日本テレビ）[3]
- スクール☆ウォーズ 〜泣き虫先生の7年戦争〜　第4話 - 第6話（1984年10月27日 - 11月10日、TBS） - 堀井晴和 役[4]
- スケバン刑事　第8話（1985年6月13日、フジテレビ）[5]